# Dokter Rossi
Dokter (Ed) Rossi is een personage in de Nederlandse tv-serie Gooische Vrouwen, die werd uitgezonden op RTL 4. Dokter Rossi werd van 2005 tot en met 2009 en in 2011 vertolkt door Derek de Lint. In de comeback van de serie in 2024 is de Lint weer te zien in deze rol.

## Leven vóór Gooische Vrouwen
Dokter Rossi heeft geen vrouw of relatie, en is psycholoog in 't Gooi. Zelf loopt hij al sinds 1999 bij een psycholoog, omdat hij al het gepraat van de Gooise dames niet aankan en zich nutteloos vindt. Dokter Rossi heeft praktijk aan huis.

## Seizoen 1
In seizoen 1 geeft Willemijn Lodewijkx Cheryl Morero advies om bij dokter Rossi haar problemen te gaan bespreken. Zowel Willemijn, Cheryl en hun vriendinnen Anouk Verschuur en Claire van Kampen hebben sessies bij dokter Rossi. Rossi blijkt echter een affaire te hebben met de au pair van Anouk, Tippiwan Sournois. Tippiwan laat iedereen geloven dat ze zwanger is van Roderick Lodewijkx, maar Rossi denkt dat het van hem is.

## Seizoen 2
Ook dit seizoen geeft dokter Rossi sessies aan de Gooise dames.

## Seizoen 3
Dokter Rossi heeft nu een onenightstand met Tippiwan en wordt heel gelukkig van haar. Ondertussen is hij ook verkikkerd op Anouk, die dat nog niet door heeft. Dokter Rossi stopt bij zijn eigen therapeut, die vindt dat het goed met hem gaat; maar dit vindt hij zelf niet. Wanneer Willemijn naar een wijnproeverij gaat, is dokter Rossi daar toevallig ook. Willemijn zuipt zich helemaal lam en Rossi moet haar vriendinnen bellen om haar op te komen halen. Dokter Rossi besluit een keertje lekker op vakantie te gaan. Hij gaat op de dag dat Willemijn weer gaat trouwen op vakantie. Op het vliegveld ziet hij echter Tippiwan lopen met Remy Morero, het kind van Cheryl en Martin Morero.

## Seizoen 4
Dokter Rossi heeft Remy gered uit de armen van moordenaar Tippiwan, die Willemijn om het leven heeft gebracht door een bomaanslag. Cheryl is Rossi eeuwig dankbaar en geeft hem een peperduur horloge, waar hij zich min of meer voor schaamt. Ook duikt dokter Rossi met Anouk het bed in, die eindelijk zijn gevoelens doorheeft. Een paar weken later komt Anouk weer op sessie en vertelt ze over een oude vriend, op wie ze nog steeds verliefd is. Dokter Rossi randt haar aan en denkt dat het over hem gaat, maar Anouk schiet in de lach en vertelt dat het over Tom Blaauw, haar ex, gaat. Later komt Claire langs en ook zij vertelt over een oude vriend. Weer denkt Rossi dat het over hem gaat, en hij randt Claire aan. Claire is woest en wil liever niet meer naar dokter Rossi toe.

## Seizoen 5
Martin Morero en Roelien Grootheeze komen nu als vaste klant langs bij dokter Rossi. Ook Roelien is weer zo'n Gooische vrouw die maar praat en praat, wat Rossi maar saai vindt. Wanneer Cheryls vermogen is afgepakt, komt ze nog eenmaal bij dokter Rossi langs, maar ze weet niet hoe ze de rekeningen moet betalen. Rossi verscheurt de rekening en geeft het als afscheidscadeau. Hij is ook op het afscheidsfeestje van de Morero's.

## Gooische Vrouwen (film)
Dokter Rossi krijgt in de film van Gooische Vrouwen bezoek van Roelien, die klaagt over een oerboom die wordt omgekapt, wat zij niet wil. Ze wordt woest op Rossi als ze ziet dat hij vierlaags tissuepapier heeft. Cheryl komt langs, en wil haar nieuwe borstvergroting laten zien. Rossi mag zelfs even voelen, maar vindt dit maar ongemakkelijk. Anouk komt langs om haar hart uit te storten over haar dochter die haar niet begrijpt. Tot slot komt Martin ook nog een sessie volgen, omdat hij ontzettend baalt dat Cheryl hem tijdelijk heeft verlaten.

## Gooische Vrouwen 2
....

## Seizoen 6
Ook dit seizoen geeft dokter Rossi sessies aan de Gooise dames.

## Trivia
De naam Dokter Rossi verwijst waarschijnlijk naar de gelijknamige arts uit de tv-serie Peyton Place, die in de jaren zestig furore maakte. De rol van die dokter Rossi werd gespeeld door Ed Nelson. De naam Ed Rossi is dan ook vermoedelijk een samenstelling van de voornaam van de acteur uit Peyton Place en de achternaam van diens personage.